# Circonscription de Fenner

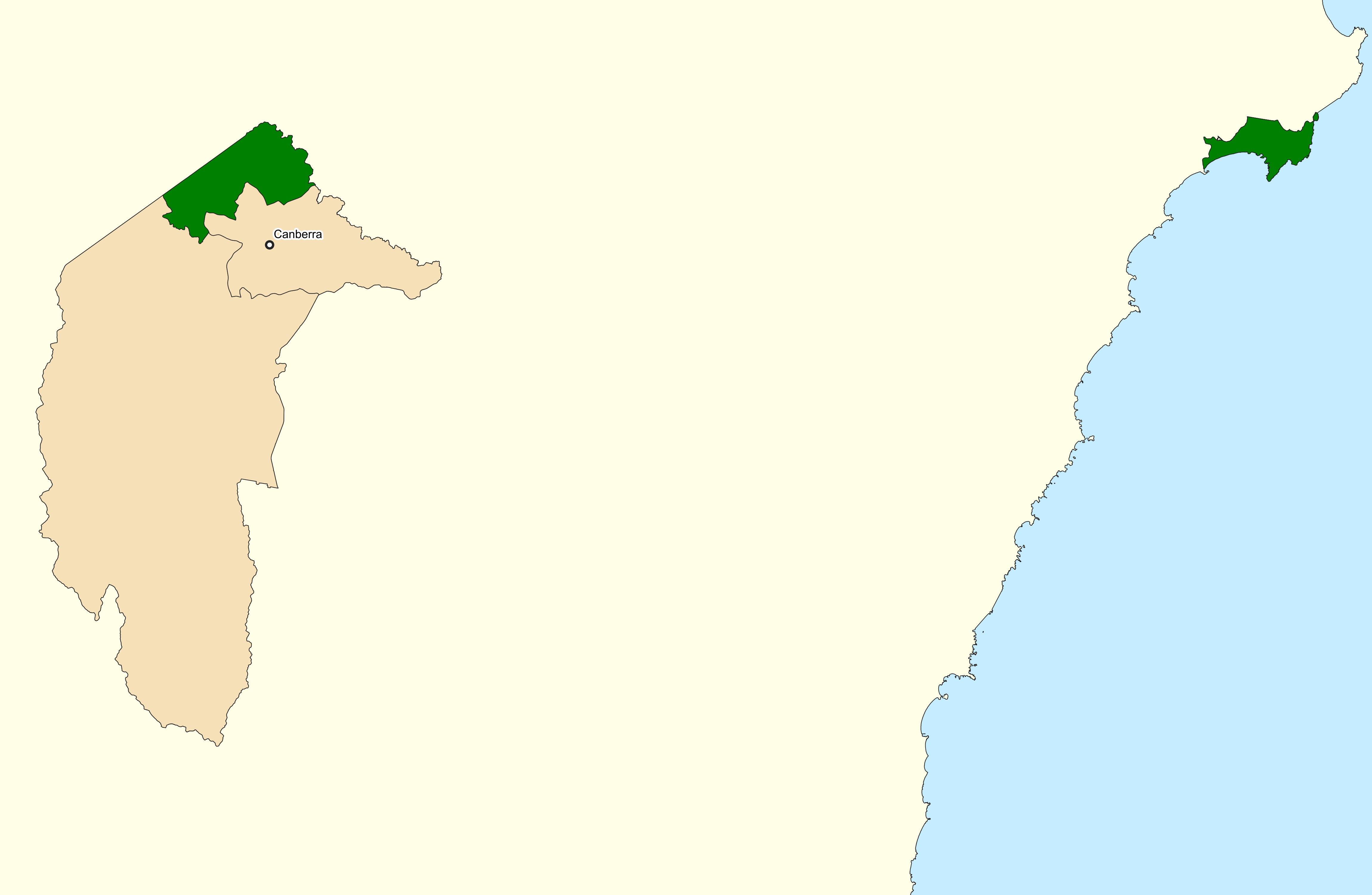
Localisation de Fenner dans le Territoire de la capitale australienne (y compris la Baie de Jervis).

La circonscription de Fenner est une circonscription fédérale australienne dans le Territoire de la capitale australienne. Il a été créé en 2016, remplacer Fraser (qui a été transféré à Melbourne). Il comprend le Territoire de la baie de Jervis.

## Députés
| Image | Nom          | Parti        | Période de mandat |
| ----- | ------------ | ------------ | ----------------- |
|       | Andrew Leigh | Travailliste | 2016–en cours     |

## Résultats des élections
| Parti                            | Parti                        | Candidat                     | Voix   | %     | ±     |
| -------------------------------- | ---------------------------- | ---------------------------- | ------ | ----- | ----- |
|                                  | Travailliste                 | Andrew Leigh (en)            | 44 100 | 48,31 | +3,45 |
|                                  | Libéral                      | Nathan Kuster                | 25 416 | 27,84 | −6,82 |
|                                  | Verts                        | Natasa Sojic                 | 15 294 | 16,75 | +2,33 |
|                                  | Une nation                   | Lucia Grant                  | 2 419  | 2,65  | +2,65 |
|                                  | UAP                          | Timothy Elton                | 2 346  | 2,57  | −1,50 |
|                                  | Démocrates libéraux          | Guy Jakeman                  | 1 706  | 1,87  | +1,87 |
| Total des suffrages exprimés     | Total des suffrages exprimés | Total des suffrages exprimés | 91 281 | 97,30 | +0,29 |
| Votes nuls                       | Votes nuls                   | Votes nuls                   | 2 533  | 2,70  | −0,29 |
| Participation                    | Participation                | Participation                | 93 814 | 91,51 | −1,50 |
| Résultat de préférence bipartite |                              |                              |        |       |       |
|                                  | Travailliste                 | Andrew Leigh (en)            | 59 966 | 65,69 | +5,13 |
|                                  | Libéral                      | Nathan Kuster                | 31 315 | 34,31 | −5,13 |
|                                  | Travailliste retenir         | Travailliste retenir         | Swing  | +5,13 |       |